# Farfar Anka
Elias "Farfar" Anka är en av de mindre kända karaktärerna i serierna om Kalle Anka, där han är Kalles farfar och gift med Farmor Anka. Figuren fick sin nuvarande form år 1993 av Don Rosa, men prototyper till honom fanns såväl i seriernas värld som i kortfilmens.

## Karaktärshistoria
Trots att Farmor är en av de allra mest centrala figurerna i serien om Kalle Anka är det påfallande hur frånvarande hennes eventuella make har varit under Kalle-seriens historia. Delvis kan detta ha att göra med att Farmor på många håll har setts som Kalles faster (alt. moster) och alltså inte behövt vara gift.
Carl Barks förefaller dock alltid tänkt sig Farmor som just farmor till Kalle, något man bl.a. kan se på den skiss över ankfamiljen som han upprättade för eget bruk i början av 50-talet. Här finns dock inget spår av Farmors man, Kalles farfar.
Långt tidigare, 1943, då Barks fortfarande bara jobbat med Kalle-serien i några månader, hade han dock skrivit en historia - Derby för dårfinkar (The Hard Loser) - där det står att läsa att "Kalle lånar farfars häst" (i de flesta svenska översättningar är dock originaltextens grandpa översatt med "farmor"). Det förefaller nära till hands att anta att det är Kalles farfar som åsyftas. Denne "farfar", vem han än var, kommer aldrig mer att nämnas i serien, och några månader senare dyker Farmor upp för första gången i en serie av Al Taliaferro, för att 1945 göra premiär hos Barks.
Även om Barks aldrig mer nämner vare sig en farfar till Kalle eller en make till Farmor har sådana figurer dykt upp på andra håll. Sommaren 1951 fanns i magasinet Walt Disney's Vacation Parade en serie tecknad av Bill Wright (på svenska i KA 8/56) där Farmor drömmer sig tillbaka och minns sin gamla kärlek Humperdink. Huruvida han var hennes make framgår dock inte.
Nästa pusselbit kommer i januari 1955 då kortfilmen No Hunting, med manus av Dick Shaw och Bill Berg har premiär på biograferna. Här visar sig en förfader till Kalle,Grandpa Duck, i form av ett spöke.
Det första otvetydiga beviset på att Kalle faktiskt hade en farfar kom 1964 då Den gamla goda tiden (The Good Old Daze), tecknad av Tony Strobl, publicerades. Här får vi i en flashback se hur Kalle som barn på sin farmors och farfars gård älskade att sitta i sin farfaderns knä när denne gungade i sin gungstol.
Flera decennier senare skulle Don Rosa ge sig på att sammanställa ankornas relationer i sitt släktträd. Då inga Barks-fakta fanns att tillgå beträffande Kalles farfar, hade han i princip fria händer att utforma figuren. Från början hade han tänkt kalla honom Dabney Duck, men då han blev uppmärksammad på Wrights historia valde han att behålla namnet Humperdink, och göra Dabney till ett smeknamn. Beträffande karaktärens utseende brydde han sig inte om vare sig Grandpa Duck eller Kalles farfar från Den gamla goda tiden.
I juli 1993 fanns resultatet av Rosas efterforskningar i tryck för första gången och Humperdink "Dabney" Duck hade slutligen sett dagens ljus. När trädet ett halvår senare publicerades på svenska fick han namnet Elias "Farfar" Anka.
Farfar Anka har senare setts i ytterligare två av Rosas serier.

## Levnadsteckning

### Den vedertagna versionen
Rosa visar att Elias "Farfar" Anka är gift med Elvira "Farmor" Anka, och far till Kvacke, Doris och Unkas Anka.
Elias föddes troligen under mitten eller senare hälften av 1850-talet. Inte mycket är känt från hans ungdomsår. Enligt vissa obekräftade uppgifter tillbringade han viss tid som sjöman innan han träffade och gifte sig med ankeborgsdottern Elvira Knös, senare mest känd som Farmor Anka. Möjligen var Elias själv utsocknes för efter giftermålet kom han att slå sig ner på den mark som tillhörde Elviras släkt. Där kom han och Elvira tillsammans att driva en bondgård, och där föddes, med största sannolikhet under 1870-talet, Kvacke, Doris och Unkas.
1902 gjorde han bekantskap med den nyinflyttade Joakim von Anka och hans systrar, varav en skulle bli hans svärdotter. Under de följande decennierna kom han att få se samtliga sin tre barn gifta sig och skaffa barn. Vid mitten av 20-talet är han fortfarande vid liv, men huruvida han fick uppleva samtliga sina barns avsked av Ankeborg är inte känt. Troligen dog han under 30-talet. En liten möjlighet finns dock att han levde ända till 1940-talets mitt.

### Andra tolkningar
Olika föregångare till Elias Anka har förekommit i serier och film under lång tid. Kalles kommentar i Derby för döfinkar skulle kunna tolkas in i Don Rosas tradition som att Farfar fortfarande levde under 1940-talet.
Somliga ankister har försökt att jämka ihop Grandpa Duck från kortfilmen No Hunting med Rosas tolkning genom att hävda att filmkaraktären faktiskt är en betydligt äldre förfader. Förutom att han kallas Grandpa Duck finns det inget uttalat i filmen som säger att han är Kalles farfar. Namnet kan lika gärna tolkas som det en gammal tradition i anksläkten, närmast som en hedersbetygelse till en betydelsefull, avliden familjemedlem. Vid sådana försök har Grandpa Duck bl.a. tänkts vara Elias Ankas farfar.
När det gäller Den gamla goda tiden finns det, har man menat, ingenting i storyn som går emot Rosas version. Undantaget utseendet passar Strobls historia väl in i den vedertagna versionen.
Varken Grandpa Duck eller Strobls farfar har använts i några andra serier eller filmer. Båda två fanns dock med på ett italienskt skapat familjeträd (enbart med porträtt - inga relationer fanns utritade) över de (i Italien) mest kända karaktärerna. Detta komponerades av Giovan Battista Carpi och publicerades så gott som samtidigt som Rosas träd.